# Mittal Steel Company
Mittal Steel Company N.V. − nieistniejący koncern, połączył się z Arcelor w ArcelorMittal. Największy producent stali na świecie. Notowany na giełdzie NYSE (NYSE: MT). Koncern jest właścicielem spółki, w przeszłości Mittal Steel Poland S.A., obecnie pod firmą ArcelorMittal Poland, która skupia ok. 70 procent potencjału polskiego hutnictwa.